# Quasi-Park Narodowy Ibi-Sekigahara-Yōrō
Quasi-Park Narodowy Ibi-Sekigahara-Yōrō (jap. 揖斐関ヶ原養老国定公園 Ibi-Sekigahara-Yōrō Kokutei Kōen) – quasi-park narodowy w regionie Chūbu, na wyspie Honsiu (Honshū), w Japonii. 
Park obejmuje tereny usytuowane w prefekturze Gifu, o obszarze 202,19 km².  
W granicach parku znajdują się m.in.: świątynia buddyjska Kegon-ji, tama Nishidaira na rzece Ibi, wodospady Yōrō, góra Yōrō (859 m n.p.m.) w paśmie górskim Yōrō, góra Ikeda (924), rzeki Makita i Ibi. 
Park jest klasyfikowany jako chroniący krajobraz (kategoria V) według Międzynarodowej Unii Ochrony Przyrody
Obszar ten został wyznaczony jako quasi-park narodowy 28 grudnia 1970 roku. Podobnie jak wszystkie quasi-parki narodowe w Japonii, jest zarządzany przez samorząd lokalny prefektury.

## Galeria

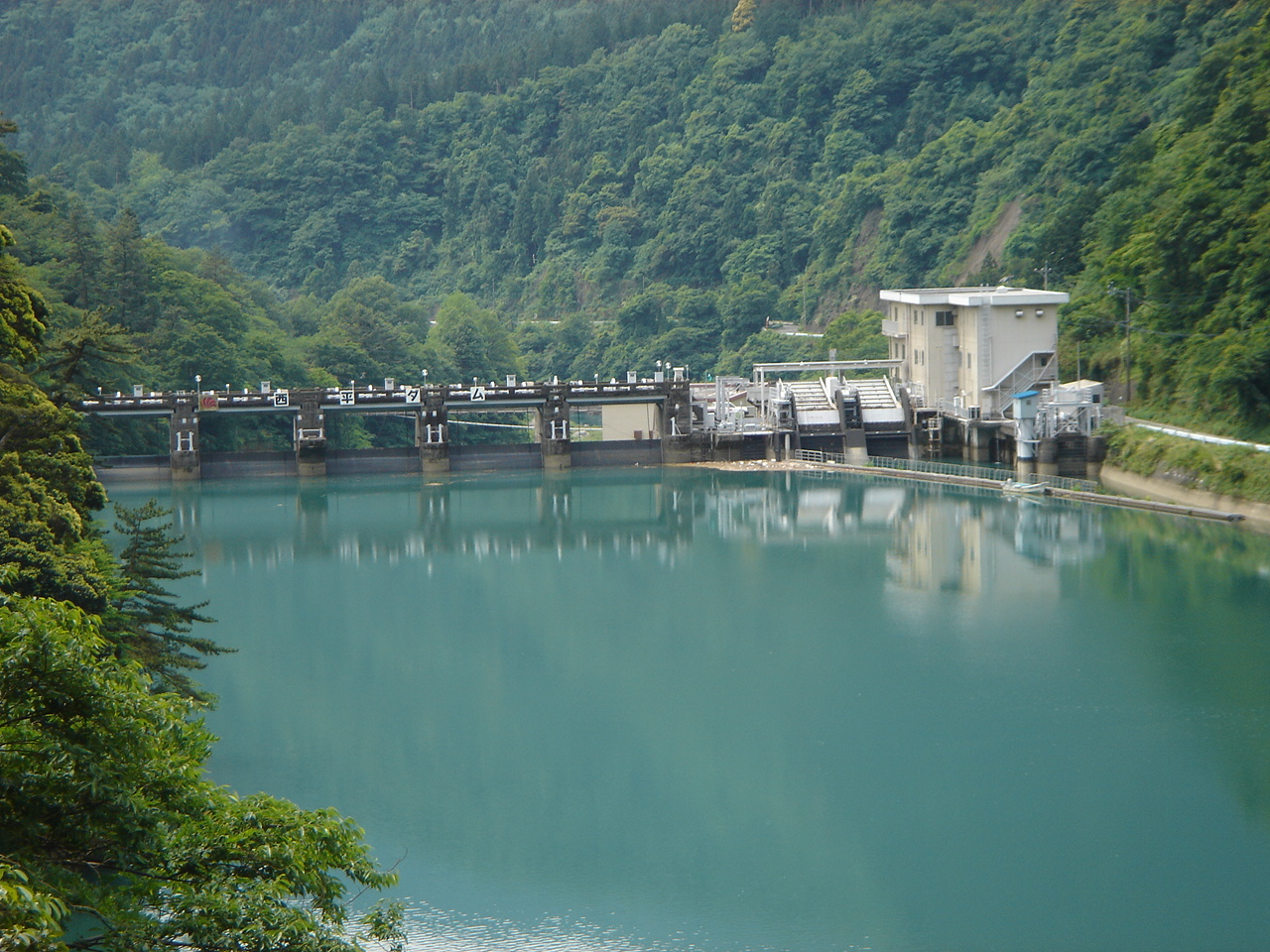
Tama Nishidaira
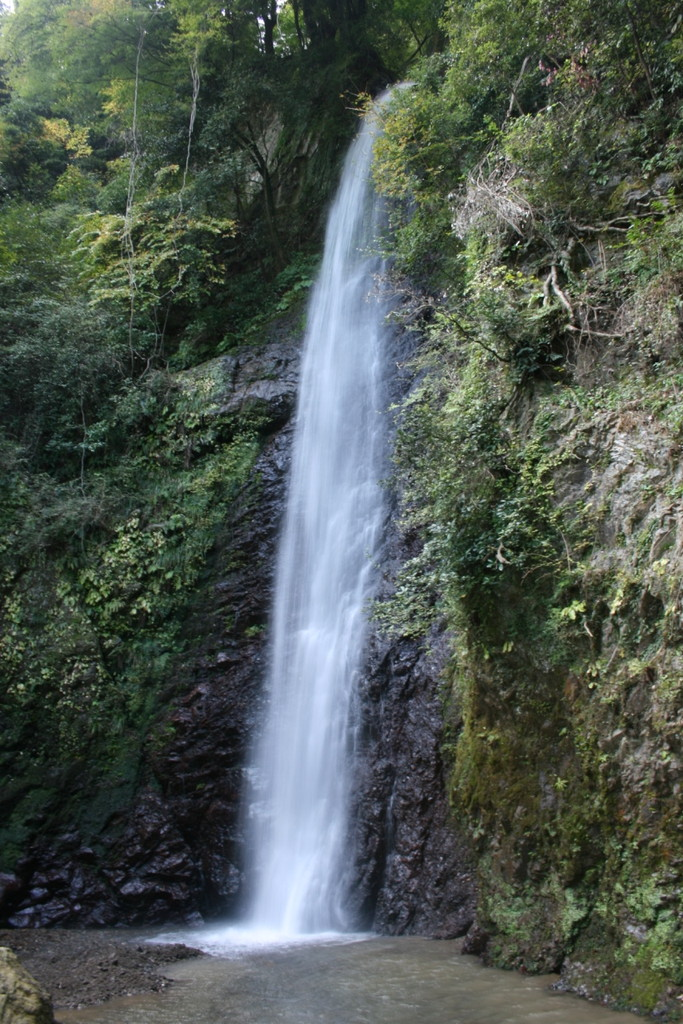
Wodospad Yōrō
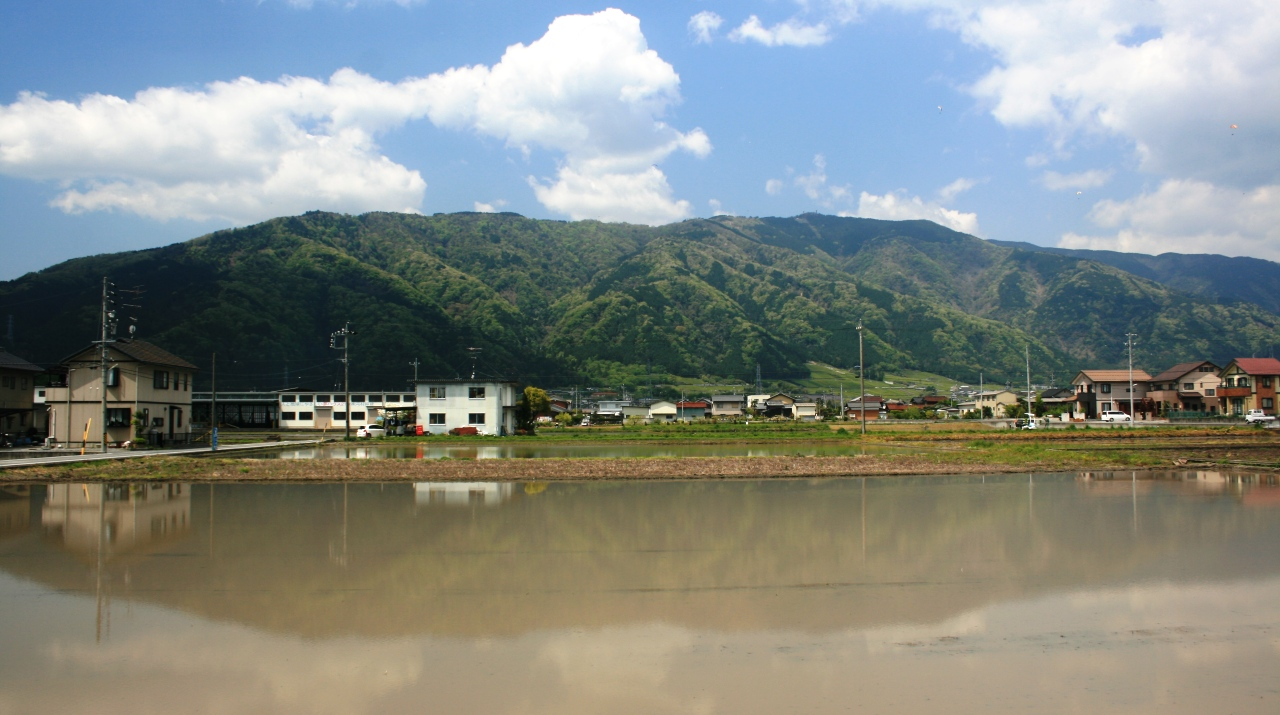
Góra Ikeda od strony wschodniej
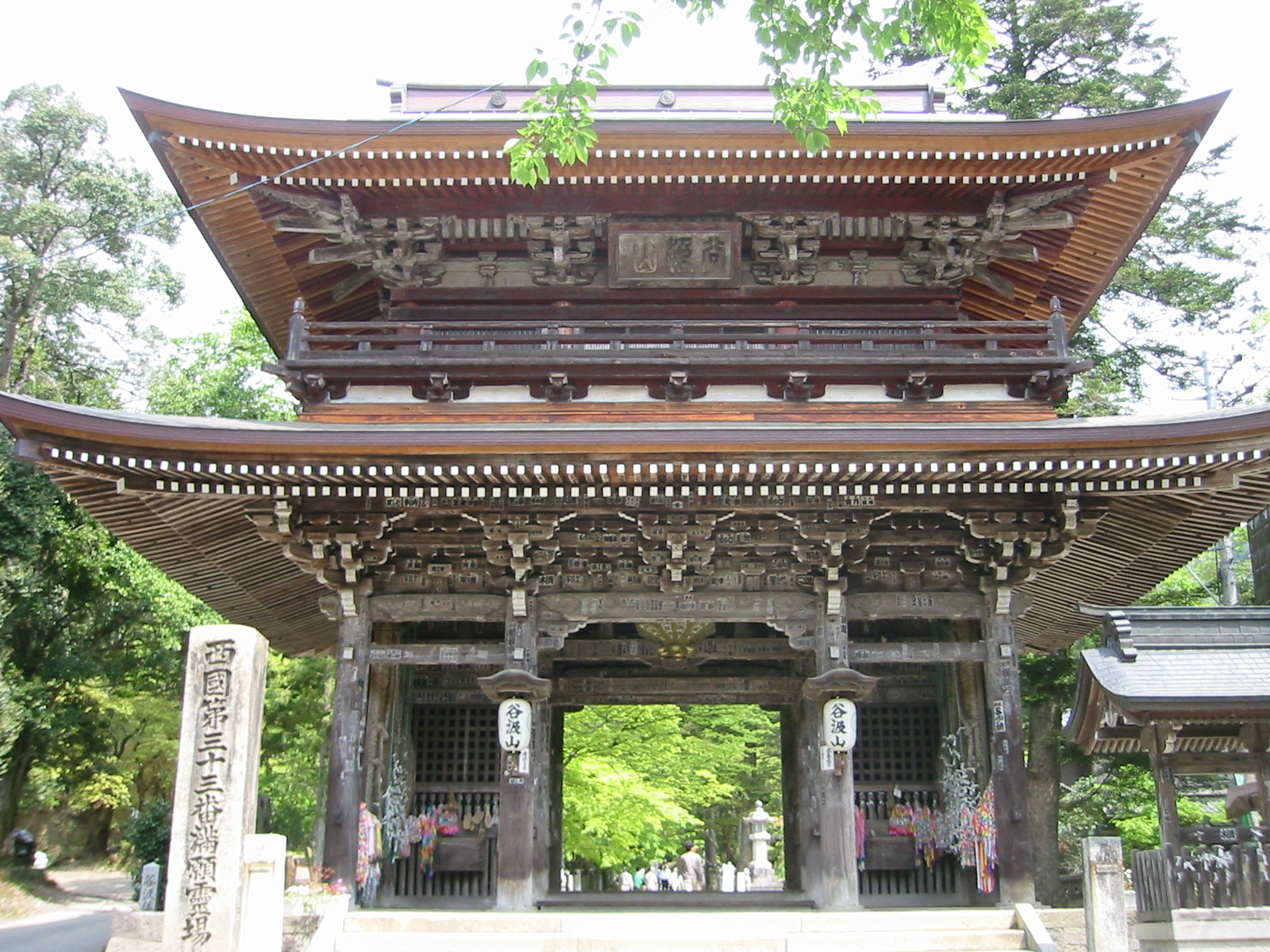
Świątynia Kegon-ji w Ibigawa